# Nova Lyrae 1919
HR Lyrae sau Nova Lyrae 1919a strălucit in constelatia Lyrae în 1919 cu magnitudine 6.5.

## Coordonate delimitative
Ascensie dreaptă: 18h53m26s
Declinație: +29°13.4'